# Morten Vammen
Morten Vammen er en dansk dokumentarist, musiker, podcaster og forfatter. Han er især kendt for sit indblik i det københavnske natteliv, hvilket også er omdrejningspunktet for mange af hans værker. Han driver netmagasinet www.blazar.dk og Sofarave Records, udover at producere soundtracks, artikler, podcasts og rådgivning.

## Film
- Tvangsritualer (1993) Musik[1]
- Roskilde (2008) Co-instruktør[1]

## Egne film
- Øjet i Natten (2007)
- Natteliv For Begyndere (2007)
- Nattelivets Historie (2007)
- De grænseløse - kliker, Klaner og Karakterer (2009)
- Vinderne - Erik Damgaard - Nørdernes Hævn (2008)
- Vinderne - Jean Eric Von Baden - Festkongen (2008)
- Vinderne - Erik Brandt - Den Sidste Swinger (2008)
- Vinderne - Cathrine Danneskjold-Samsøe - Ikonet Taler Ud (2008)
- Vinderne - Mickey Beyer-Clausen - Buddhisme I Hamptons (2008)
- Paranoide Er Altid Et Skridt Foran - serie på 5 afsnit (2010)
- State of the Art (2011)
- Modeugen (2014)
- Rolexkopi - Hold din kæft (2015)
- Island (2016)
- Panama promos (2017)
- Hold din Kæft - Rolexkopi video (2017)
- Homegirl (2018)
- The Hakky trilogy (2021-2022)

## Bøger
- Vammen, Morten (2003). Efterfesten. Forlaget Bindslev. ISBN 87-91299-05-5.[2]
- Vammen, Morten (2023) Tilt, Forlaget BOD. ISBN 978-87-4300-032-7

## Musik
- Vammen, Morten (1. juli 1997). [A*A*A - connoisseurs-cornucopia "Morten Vammen - A*A*A: connoisseurs cornucopia"]. Zona. Hentet 10. marts 2017. {{cite web}}: Tjek |url= (hjælp)
- AUM: Morph. (Decay Records, 1994)
- Morten Vammen: Perfumes vol.1 - soundtrack tools (2020)
- Morten Vammen: The Aum archives vol 2
- Morten Vammen: Perfumes & artifacts vol. 3
- Morten Vammen: Rave Museum vol.4
- Morten Vammen: Appendix / Vol. 5
- Morten Vammen: Lockdown EP

## Diverse artikler
- www.blazar.dk
- Nordic Man
- Vammen, Morten.  (%5b%5bWikipedia:Artikler med døde eksterne henvisninger|Webside ikke længere tilgængelig%5d%5d)%5b%5bKategori:Artikler med døde links%5d%5d "Kokain: Ormekuren". Illegal. Hentet 9. marts 2017. {{cite web}}: Tjek |url= (hjælp)
- Vammen, Morten (25. marts 2016). "Morten Vammen: En bluffers guide til dj-kultur". Euroman. Hentet 9. marts 2017.
- Vammen, Morten (20. august 2013). "Tidsspildelege - The White Rabbit". The White Rabbit. Hentet 9. marts 2017.

## Radio
- Mortens Aften - Radio24syv (2011-2012)[3]
- Heartbeats (2017)
- Originalerne (Podimo 2019)
- Rants (Podimo 2019)
- Manual (Podimo 2019)
- Vi Ejer Natten (Ekstra Bladet 2023)